# Батис
Батис (лат. Batis) — род растений монотипного семейства Батисовые (Bataceae) порядка Капустоцветные (Brassicales), распространённый на юге Северной и севере Южной Америки, на Галапагосских островах, на юге Новой Гвинеи и севере Австралии.

## Ботаническое описание
Невысокие голые галофитные кустарники. Ветви изогнутые или распростёртые; веточки поникающие или прямостоячие. Листья накрест супротивные, простые, сидячие, суккулентные, обратнояйцевидные или линейные; прилистники мелкие, парные, опадающие.
Растения двудомные (Batis maritima) или однодомные (Batis argillicola). Плод — костянка (Batis argillicola) или многокостянка (Batis maritima); внутриплодник деревянистый, семенная кожура тонкая. Семян 1 или 4, узкие, уплощённые; зародыш почти прямой. x=11.

## Таксономия
Род включает 2 вида:
- Batis argillicola P.Royen
- Batis maritima L.typus[1]